# کریس مورنا
کریس مورنا (انگلیسی: Cris Morena؛ زادهٔ ۲۳ اوت ۱۹۵۶) تهیه‌کننده تلویزیونی، بازیگر سابق، مجری سابق تلویزیون، آهنگساز، موسیقی‌دان، ترانه‌پرداز، نویسنده و مدل مد سابق اهل آرژانتین است.